# Atyria cruciata
Atyria cruciata là một loài bướm đêm trong họ Geometridae.